# Nebraska
Nebraska (engl. Aussprache [nɪˈbɹæskə] ⓘ) ist ein US-Bundesstaat im Mittleren Westen der Vereinigten Staaten. Er grenzt im Norden an South Dakota, im Osten an Iowa und im Südosten an Missouri, beide jenseits des Missouri River, im Süden an Kansas, im Südwesten an Colorado und im Westen an Wyoming. Nebraska ist mit einer Fläche von etwas mehr als 200.000 km² der 16. größte Bundesstaat der USA. Mit einer Bevölkerung von über 2 Millionen Einwohnern im Jahr 2024 ist es der 38. bevölkerungsreichste Bundesstaat und auf Platz acht der am dünnsten besiedelten Staaten. Die Hauptstadt ist Lincoln, die bevölkerungsreichste Stadt und wirtschaftliches Zentrum ist Omaha, die am Missouri River liegt. Nebraska wurde 1867, zwei Jahre nach dem Ende des Amerikanischen Bürgerkriegs, als 37. Bundesstaat in die Union aufgenommen. Die Legislative von Nebraska unterscheidet sich von allen anderen amerikanischen Legislativen dadurch, dass sie aus einer Kammer besteht und ihre Mitglieder ohne offizielle Bezugnahme auf ihre Parteizugehörigkeit gewählt werden. Nebraska ist außerdem einer von nur zwei Bundesstaaten, die die Stimmen des Wahlkollegiums nach Bezirken aufteilen und nicht nach dem Winner-takes-all-Prinzip verfahren.
Der Name Nebraska stammt aus der Oto- bzw. Omaha-Sprache mit der Bedeutung „flaches Wasser“. Der Name rührt vom Platte River, der durch den Staat fließt und südlich von Omaha in den Missouri mündet.
Nebraska besteht aus zwei großen Regionen: den Dissected Till Plains (zerschnittene Grundmoränenebenen) und den Great Plains. Erstere besteht aus sanften Hügeln und beherbergt die größten Städte des Bundesstaates, Omaha und Lincoln. Die Region Great Plains, die den größten Teil des westlichen Nebraska einnimmt, ist durch baumlose Prärie gekennzeichnet. Der Osten Nebraskas hat ein feuchtes Kontinentalklima, während der Westen Nebraskas überwiegend halbtrocken ist. Der Bundesstaat weist große Unterschiede zwischen den Winter- und Sommertemperaturen auf; diese Unterschiede nehmen im Süden Nebraskas ab. Heftige Gewitter und Tornados treten vor allem im Frühjahr und Sommer auf, manchmal auch im Herbst. Der Chinook-Wind sorgt im Winter und im frühen Frühjahr für eine deutliche Erwärmung des Bundesstaates.
Indianische Völker, darunter die Omaha, Missouri, Ponca, Pawnee, Oto und verschiedene Zweige der Lakota (Sioux)-Stämme, lebten bereits seit Tausenden von Jahren in dieser Region, bevor sie von den Europäern entdeckt und erkundet wurde. Der Staat wird von vielen historischen Pfaden durchzogen, darunter auch dem der Lewis-und-Clark-Expedition. Die Fertigstellung der transkontinentalen Eisenbahn durch Nebraska und die Verabschiedung der Homestead Acts führten in den 1870er und 1880er Jahren zu einem raschen Wachstum der amerikanischen Siedlerbevölkerung und zur Entwicklung eines großen Agrarsektors, für den der Staat bis heute bekannt ist.
Nebraska liegt im „Corn Belt“ und ist einer der größten Produzenten von Mais, Rindfleisch und Soja in den USA. Hiervon zeugt auch der Beiname Nebraskas: Cornhusker State („Maisschäler-Staat“). Wegen seiner zentralen Lage ist Nebraska auch ein wichtiger Knotenpunkt für Güterverkehr. Bei North Platte befindet sich der größte Rangierbahnhof der Welt und Omaha ist Sitz der Union Pacific Railroad, einer der größten US-Eisenbahngesellschaften. Ebenfalls in Omaha beheimatet ist die Investmentfirma Berkshire Hathaway, eines der wertvollsten Unternehmen der Welt.
Kulturell wird Nebraska oft mit bodenständiger, konservativer Kultur assoziiert, die historisch gesehen von Pionieren, Homesteadern und der Frontier-Mentalität geprägt ist. In der Literatur wird Nebraska oft als Sinnbild für Weite, Natur und das einfache Leben dargestellt. Auch wenn der Staat in keiner der großen drei Sportligen mit einem Team vertreten ist (NFL, NBA, NHL), gibt es mit den Nebraska Cornhuskers ein sehr traditionsreiches College-Footballteam der University of Nebraska. Außerdem ist das Charles Schwab Field in Omaha der Austragungsort der jährlich stattfindenden Endspiele im College Baseball (College World Series).

## Geographie

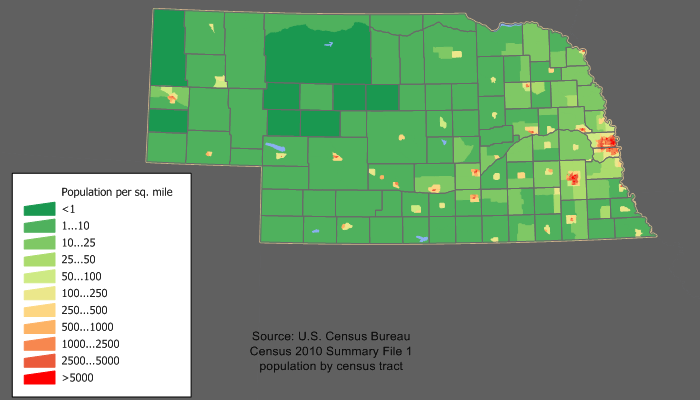
Bevölkerungsdichte von Nebraska nach County

Nebraskas Anrainerstaaten sind South Dakota im Norden; Iowa und Missouri im Osten, hinter dem Missouri River; Kansas im Süden; Colorado im Südwesten, und Wyoming im Westen. Die größte Stadt Nebraskas ist Omaha; die Hauptstadt Nebraskas ist Lincoln. Der Staat teilt sich in 93 Countys auf.
Nebraska liegt inmitten der Great Plains an den westlichen Ausläufern des Korngürtels und wird überwiegend zum Mittleren Westen gezählt. Einer der Slogans Nebraskas ist: „Wo der Westen anfängt“ (Where the West begins).
Eine Besonderheit ist, dass, egal in welche Richtung, mindestens drei Grenzen zu anderen Bundesstaaten bzw. die Staatsgrenze nach Kanada überquert werden müssen, um ans Meer zu gelangen.

## Geschichte
Indianer Nordamerikas bewohnten das Gebiet seit Tausenden von Jahren. In den 1690er Jahren kamen Franzosen und Spanier in die Gegend. Die Spanier nahmen Kontakte zu den Apachen auf. Bis 1703 hatte Frankreich Handelsbeziehungen zu allen Völkern aufgebaut, die am Missouri River in Nebraska lebten. Bis 1719 hatte Frankreich Verträge mit vielen dieser Völker unterschrieben. Darunter waren vor allem die Omaha, Missouria, Ponca, Pawnee, Otoe und verschiedene Unterstämme der Lakota-Sioux. Als sich Spanien später im Krieg mit Frankreich befand (Siebenjähriger Krieg), kämpften Pawnees und Otoes auf Seiten der Franzosen und besiegten die Spanier.
1819 gründeten die USA Fort Atkinson als ersten Armeeposten jenseits des Missouri River.
Das Kansas-Nebraska-Gesetz (Kansas-Nebraska Act) trat am 30. Mai 1854 in Kraft, mit der Folge, dass das Land Teil der Vereinigten Staaten wurde, und zwar zunächst als Territorien Nebraska und Kansas.
In den 1860er Jahren kam die erste Welle von Siedlern durch den Homestead Act (Heimstättengesetz) nach Nebraska, um das von der Regierung zur Verfügung gestellte Land in Besitz zu nehmen. Nebraska wurde am 1. März 1867, kurz nach dem Sezessionskrieg, als 37. Bundesstaat in die Union aufgenommen.
Bis 1880 war die Bevölkerung auf 450.000 angewachsen. Während der Great Migration kamen Afroamerikaner aus dem Süden nach Nebraska, im Wesentlichen nach Omaha, wo sie körperliche Arbeit in Fleischereien und im Eisenbahnbau fanden. In Omaha sahen sich Schwarze Diskriminierungen ausgesetzt. Vor allem erfolgte diese durch andere arme Immigranten, die mit ihnen um dieselben Jobs konkurrierten. 1912 gründeten Afroamerikaner ein Büro der National Association for the Advancement of Colored People in Omaha.
Seit den 1960er Jahren gibt es auch eine Bewegung für die Rechte der Ureinwohner in Nebraska.

## Politik
| Jahr | Republikaner    | Demokraten      |
| ---- | --------------- | --------------- |
| 2024 | 59,32 % 564.816 | 38,86 % 369.995 |
| 2020 | 58,22 % 556.846 | 39,17 % 374.583 |
| 2016 | 58,70 % 495.961 | 33,70 % 284.494 |
| 2012 | 59,80 % 475.064 | 38,03 % 302.081 |
| 2008 | 56,53 % 452.979 | 41,60 % 333.319 |
| 2004 | 65,90 % 512.814 | 32,68 % 254.328 |
| 2000 | 62,25 % 433.862 | 33,25 % 231.780 |
| 1996 | 53,65 % 363.467 | 34,95 % 236.761 |
| 1992 | 46,58 % 344.346 | 29,40 % 217.344 |
| 1988 | 60,15 % 398.447 | 39,20 % 259.646 |
| 1984 | 70,55 % 460.054 | 28,81 % 187.866 |
| 1980 | 65,50 % 419.937 | 26,00 % 166.851 |
| 1976 | 59,19 % 359.705 | 38,46 % 233.692 |
| 1972 | 70,50 % 405.298 | 30,70 % 198.899 |
| 1968 | 59,82 % 321.163 | 31,81 % 170.784 |
| 1964 | 47,39 % 276.847 | 52,61 % 307.307 |

Nebraska ist der einzige Bundesstaat der Vereinigten Staaten mit einem Einkammersystem in der Gesetzgebung. Die Mitglieder dieses Parlamentes, der Nebraska Legislature, nennen sich „Senatoren“.
In seiner politischen Ausrichtung ist Nebraska typisch für die Staaten der Great Plains. Der überwiegend ländliche Teil des Staates ist zutiefst republikanisch-konservativ geprägt, während die Demokraten nur in den beiden einzigen Großstädten, Lincoln und Omaha, gelegentlich Erfolge erzielen können. Im US-Senat wird der Staat durch die Republikaner Pete Ricketts und Deb Fischer vertreten. Nebraskas Delegation im Repräsentantenhaus des 118. Kongresses besteht aus den drei Republikanern Mike Flood, Adrian M. Smith und Don Bacon.
Nebraska hat fünf Wahlmännerstimmen (electoral votes) zu vergeben; seit 1992 unterscheidet sich deren Vergabe bei Präsidentschaftswahlen von dem System in den meisten Bundesstaaten. Nebraska vergibt zwei Wahlmännerstimmen an den Sieger im Gesamt-Staat und jeweils eine Stimme für den Sieger jedes Kongressdistrikts. Dies bedeutet, dass Nebraska nicht unbedingt einstimmig abstimmen muss – was allerdings bisher erst zweimal, bei den Präsidentschaftswahlen 2008 und 2020, eingetreten ist. Der einzige andere Bundesstaat, der auch nach diesem Verfahren wählt, ist Maine.

### Gouverneure
- Liste der Gouverneure von Nebraska
- Liste der Vizegouverneure von Nebraska

### Kongress
- Liste der US-Senatoren aus Nebraska
- Liste der Mitglieder des US-Repräsentantenhauses aus Nebraska

### Mitglieder im 119. Kongress
|  | Name                    | Mitglied seit | Parteizugehörigkeit |
|  | ----------------------- | ------------- | ------------------- |
|  | Mike Flood              | 2022          | Republikaner        |
|  | Donald „Don“ John Bacon | 2017          | Republikaner        |
|  | Adrian Michael Smith    | 2007          | Republikaner        |

|  | Name                        | Mitglied seit | Parteizugehörigkeit |
|  | --------------------------- | ------------- | ------------------- |
|  | Debra Strobel „Deb“ Fischer | 2013          | Republikaner        |
|  | Pete Ricketts               | 2023          | Republikaner        |

### Todesstrafe
Das Parlament von Nebraska wollte im Mai 2015 die Todesstrafe abschaffen. Nach einer Petition wurde 2016 eine Volksabstimmung durchgeführt und dort wurde die Abschaffung der Todesstrafe abgelehnt.
Von 1976 bis 2018 wurden vier Häftlinge hingerichtet. Gegen eine im August 2018 geplante Hinrichtung ging der Pharma-Konzern Fresenius Kabi aus Angst vor einer Rufschädigung in Europa gerichtlich vor. Das Unternehmen ging davon aus, dass bei der Hinrichtung zwei durch das Unternehmen produzierte Substanzen verwendet würden: Das muskelentspannende Cisatracurium sowie Kaliumchlorid, das den Herzschlag beenden solle. Am 14. August 2018 wurde die Exekution jedoch durchgeführt, nach einem 20-jährigen De-facto-Moratorium (die letzte Hinrichtung hatte am 2. Dezember 1997 stattgefunden).

## Bevölkerung
Nebraska hat 1.826.341 Einwohner (Volkszählung 2010), davon sind 88,6 % Weiße, 4,1 % Schwarze und Afroamerikaner, 0,9 % Indianer, 1,7 % Asiaten, 7,4 % Hispanics. Im Jahr 2000 hatten 39 % der Einwohner deutsche Wurzeln.

### Religionen
Die mitgliederstärksten Religionsgemeinschaften waren im Jahre 2000 die Katholische Kirche mit 372.791, die Evangelisch-Lutherische Kirche in Amerika mit 128.570, die Lutheran Church – Missouri Synod mit 117.419 und die United Methodist Church mit 117.277 Anhängern.

### Größte Städte
| Ort          |              |  |         | Einwohner |
| Omaha        | Omaha        |  | 486.051 | 486.051   |
| Lincoln      | Lincoln      |  | 291.082 | 291.082   |
| Bellevue     | Bellevue     |  | 64.176  | 64.176    |
| Grand Island | Grand Island |  | 53.131  | 53.131    |
| Kearney      | Kearney      |  | 33.790  | 33.790    |
| Fremont      | Fremont      |  | 27.141  | 27.141    |
| Hastings     | Hastings     |  | 25.152  | 25.152    |
| Norfolk      | Norfolk      |  | 24.955  | 24.955    |
| Papillion    | Papillion    |  | 24.159  | 24.159    |
| Columbus     | Columbus     |  | 24.028  | 24.028    |
| North Platte | North Platte |  | 23.390  | 23.390    |
| Census 2020  |              |  |         |           |

## Sehenswürdigkeiten

### National Monuments

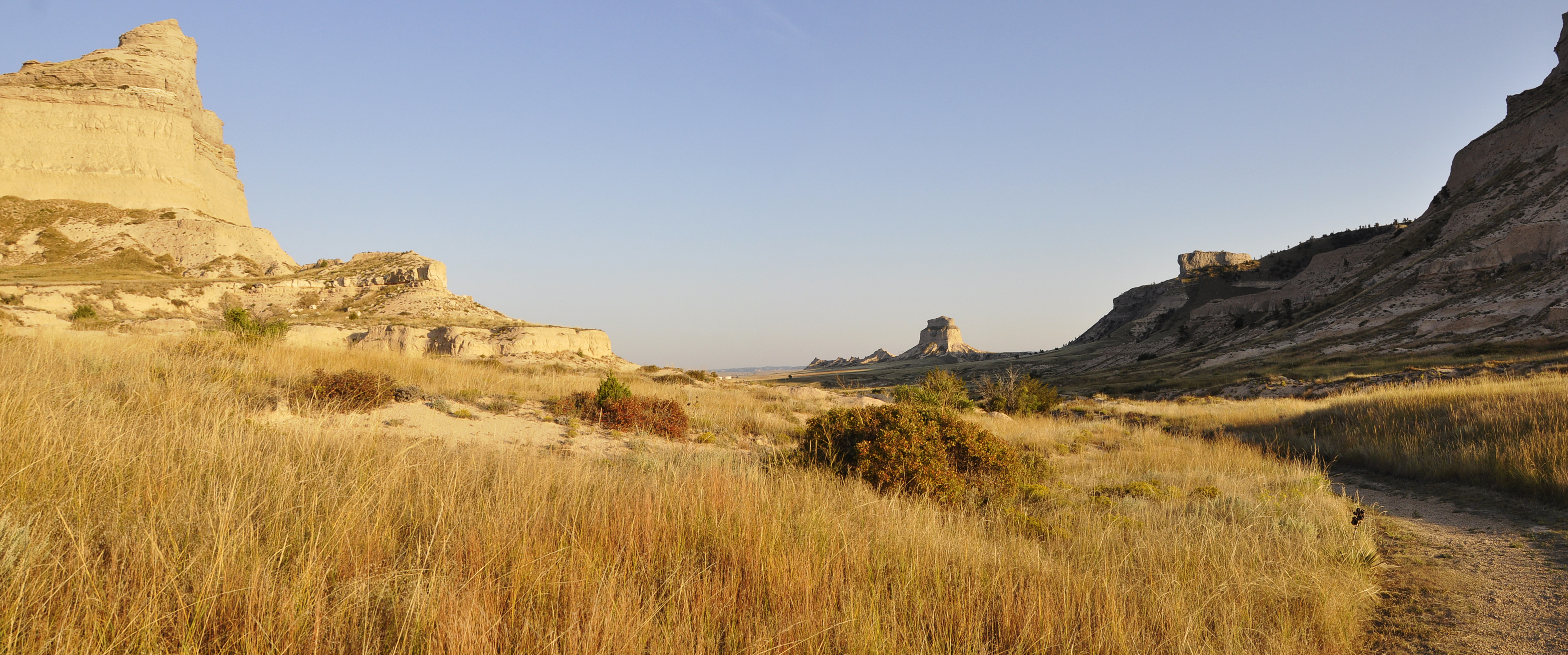
Das Scotts Bluff National Monument

In Nebraska liegen drei National Monuments der US-Bundesregierung:
- Agate Fossil Beds National Monument – eine Fossilien-Lagerstätte
- Homestead National Monument of America – zur Erinnerung an die Siedler nach dem Heimstätten-Gesetz
- Scotts Bluff National Monument – eine markante Wegmarke an den großen Siedler-Routen

## Bildung

### Universitäten
| - Bellevue University - Chadron State College - Clarkson College - College of Saint Mary - Concordia University, Nebraska - Creighton University - Dana College - Doane College - Grace University - Hastings College - Midland Lutheran College | - Nebraska Christian College - Nebraska Wesleyan University - Peru State College - Southeast Community College - Union College - University of Nebraska - University of Nebraska at Kearney - University of Nebraska Omaha - University of Nebraska-Lincoln - University of Nebraska Medical Center - Wayne State College - York College |

## Wirtschaft und Infrastruktur

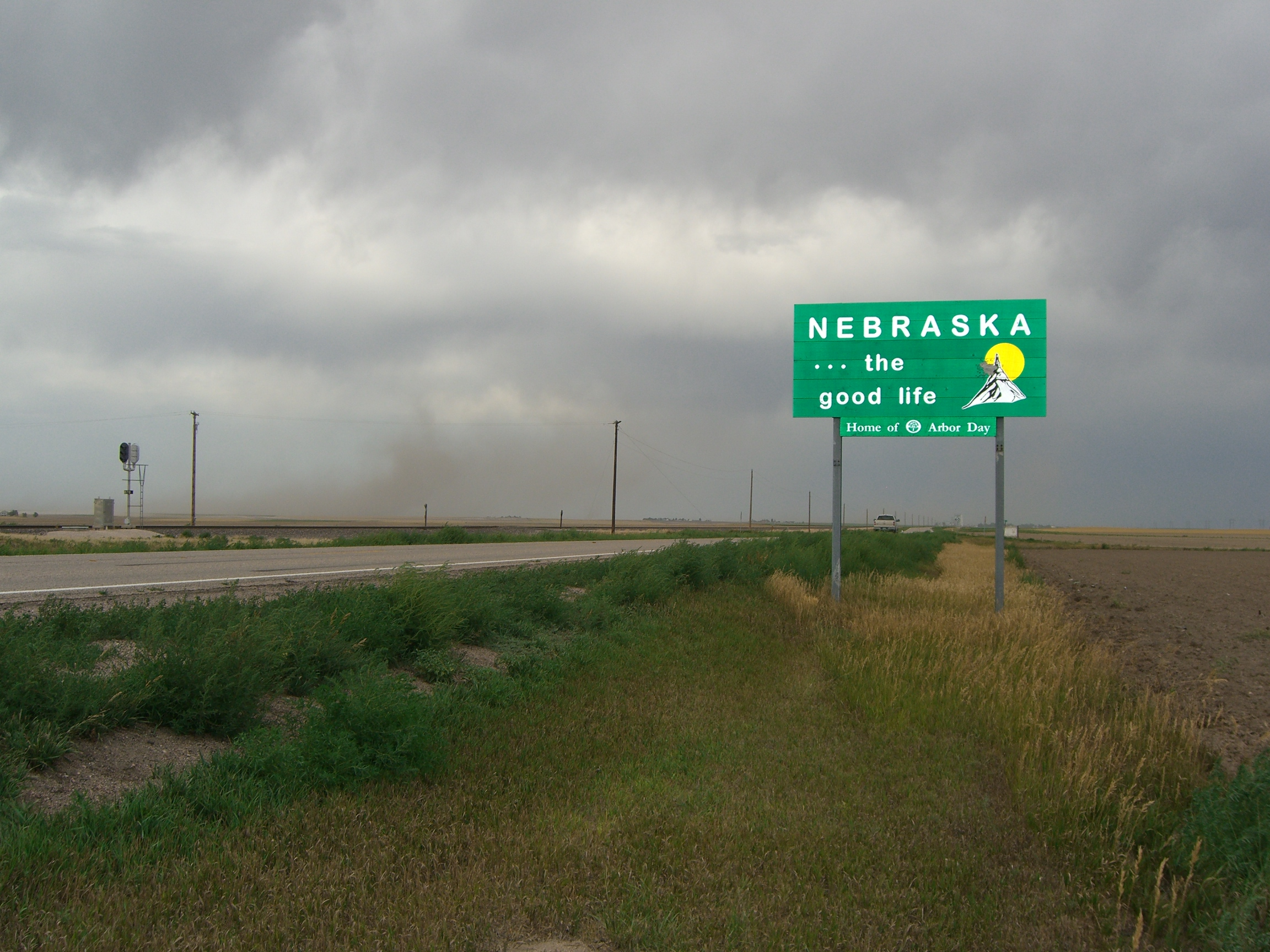
Nebraska-Colorado-Grenze

Im Jahre 2016 betrug das reale Bruttoinlandsprodukt pro Kopf (engl. per capita real GDP) 60.481 US-Dollar. Der nationale Durchschnitt der 50 US-Bundesstaaten lag bei 57.118 US-Dollar; damit lag Nebraska im nationalen Vergleich auf Rangplatz 14. Die Arbeitslosenquote lag im November 2017 bei 2,7 Prozent (Landesdurchschnitt: 4,1 Prozent).
Nebraska ist Produzent landwirtschaftlicher Erzeugnisse, insbesondere Mais, Weizen, Hirse, Sojabohnen und Zuckerrüben. Von Bedeutung ist die Schweine- und Rinderzucht. Nebraska besitzt auch Erdöl- und Erdgaslagerstätten.